# California State Legislature

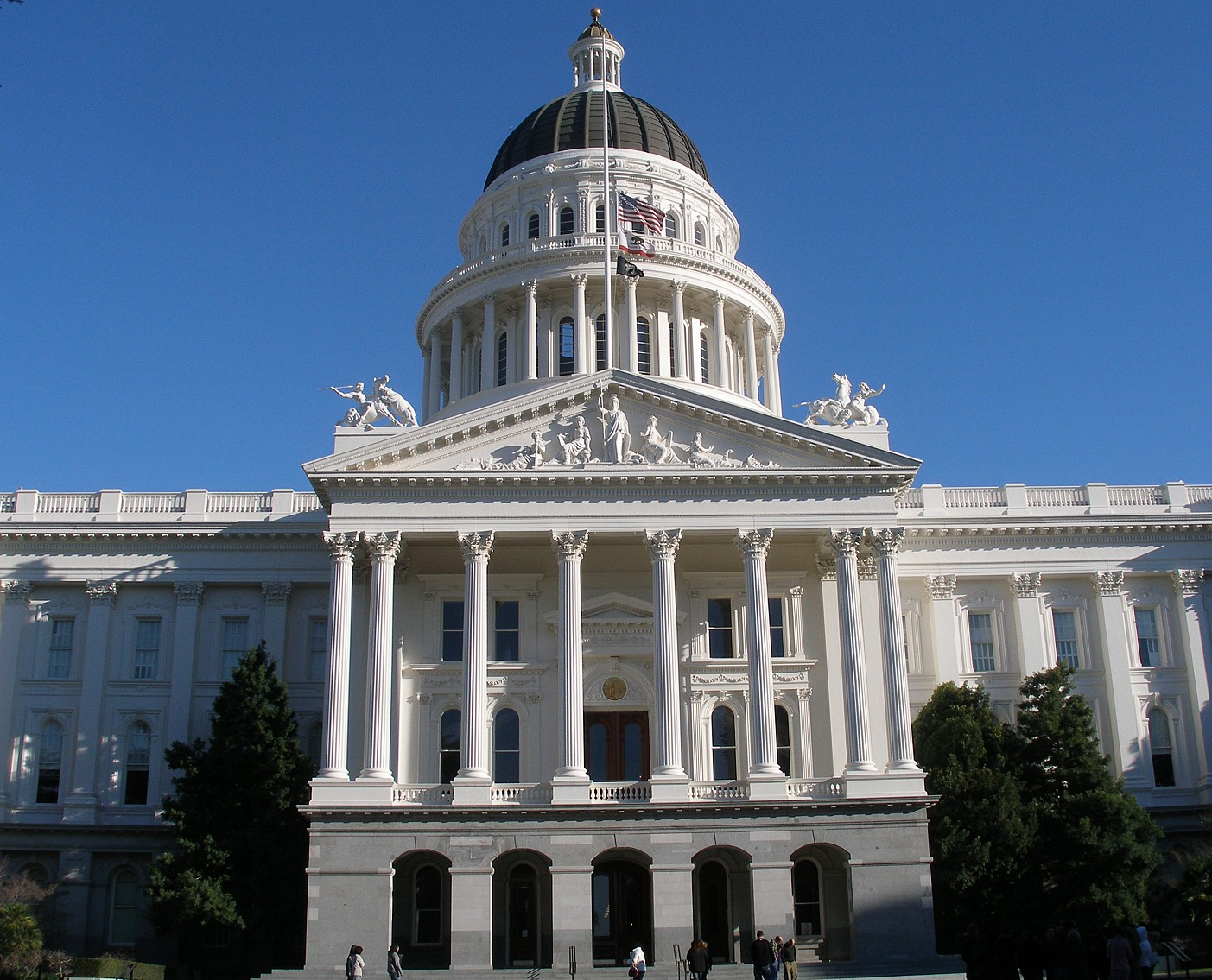
Die State Legislature tagt im California State Capitol

Die California State Legislature ist die State Legislature und damit die Legislative des US-Bundesstaats Kalifornien und wurde durch die staatliche Verfassung 1849 geschaffen. Sie besteht aus der California State Assembly, die als Unterhaus fungiert, sowie dem Senat von Kalifornien als Oberhaus. Die State Legislature tagt im California State Capitol in Sacramento, das auch Sitz des Gouverneurs und seines Stellvertreters ist.
Das Repräsentantenhaus besteht aus 80 Mitgliedern, der Senat aus 40. Das Repräsentantenhaus wird für zwei Jahre gewählt. Die Amtszeit der Senatoren beträgt vier Jahre, jeweils die Hälfte des Senats wird gleichzeitig mit dem Repräsentantenhaus gewählt. Der Wahltag fällt mit dem des Bundeskongresses zusammen. Die größte erlaubte Gesamtdauer von Amtszeiten in beiden Häusern kombiniert liegt seit 2012 bei zwölf Jahren. 
Wählbar sind US-Bürger, die seit mindestens drei Jahren in Kalifornien und mindestens ein Jahr im entsprechenden Wahlbezirk leben, und die im Wählerregister eingetragen sind. Das Mindestalter beträgt 18 Jahre für beide Häuser. Kandidaten, die die Höchstamtszeit von zwölf Jahren am Ende der Legislaturperiode überschreiten würden, sind nicht wählbar.
Im Gegensatz zu den meisten State Legislatures, die als Teilzeitparlament nur begrenzte Tagungsperioden haben, ist die California State Legislature ein Vollzeitparlament. Mit 114.877 USD pro Jahr und 206 USD pro Sitzungstag (2020) werden die Abgeordneten in Kalifornien höher bezahlt als in allen anderen Staaten der USA.